# Nihoa courti
Nihoa courti is een spinnensoort uit de familie Barychelidae. De soort komt voor in Nieuw-Guinea.